# راسکین، نبراسکا
راسکین(به انگلیسی: Ruskin) شهری در ایالت نبراسکا کشور ایالات متحده آمریکا است که جمعیت آن در سرشماری سال ۲۰۱۰ میلادی، ۱۲۳ نفر بوده‌است.